# Steffen Klävers
Steffen Klävers (geboren am 10. April 1983 in Hannover) ist ein deutscher Literaturwissenschaftler und Antisemitismusforscher.

## Leben und Wirken
An der Universität Göttingen studierte Steffen Klävers die Fächer Komparatistik, Englische Philologie und Philosophie. Nach dem Magister-Abschluss begann er mit einer Dissertation zunächst an der Universität Frankfurt am Main. Das Promotionsstudium schloss er jedoch am Zentrum für Antisemitismusforschung an der Technischen Universität Berlin ab. In seiner Doktorarbeit erforschte er die in den letzten Jahren zunehmende postkoloniale Perspektive auf den Holocaust. Die Anfertigung der Arbeit erfolgte in den Jahren 2012 bis 2017. Betreuer und Gutachter waren die Professorinnen Stefanie Schüler-Springorum und Nikita Dhawan. Die Dissertationsschrift wurde 2019 unter den Titel Decolonizing Auschwitz? Eine kritische Rekonstruktion komparativ-postkolonialer Ansätze in der Holocaustforschung publiziert.
Seit Veröffentlichung seiner Dissertation hat Klävers weiter zu dem in seiner Doktorarbeit behandelten Thema publiziert. Der größere Kontext, in dem seine Arbeit relevant ist, ist die sogenannte Katechismusdebatte (auch Historikerstreit 2.0). In seinen Texten bemüht sich Klävers, einerseits die Aufarbeitung des Kolonialismus zu würdigen. Anderseits kritisiert er, dass ein Teil der postkolonialen Positionen die Sonderstellung des Holocaust relativieren – auch wenn mitunter unbeabsichtigt. Klävers weist warnend darauf hin, dass manche postkoloniale Argumentationen sogar ihrerseits wieder Antisemitismus potenziell Vorschub leisten. Als Beispiel hierfür nennt Klävers die Texte von A. Dirk Moses.
Besondere Aktualität hat die Arbeit von Steffen Klävers seit der Diskussion um die Documenta Fifteen erhalten sowie seit dem Terrorangriff der Hamas auf Israel 2023.

## Veröffentlichungen
- 2023: Postkoloniale Holocaustdeutungen und der Historikerstreit 2.0. In: Andreas Stahl, Jakob Hoffmann, Marc Seul, Stephan Grigat (Hrsg.): Erinnern als höchste Form des Vergessens. Berlin, Verbrecher Verlag, ISBN 9783957325709, S. 289–316.[8]
- 2023: Post-Kolonialismus und der Angriff auf die Shoah. In: RIAS Hessen/Susanne Urban (Hrsg.): Documenta Fifteen – „Es wurde eine dunkelrote Linie überschritten“. Marburg: RIAS Hessen (Recherche- und Informationsstelle Antisemitismus Hessen am Demokratiezentrum der Philipps-Universität Marburg), ISBN 978-3-00-074614-7, S. 75–82.[9]
- 2022: Paradigm Shifts – Critical Reflections on the Historikerstreit 2.0, the Catechism-Debate, and their Precursors. In: Society; Vol. 59, No. 1 (2022-02), ISSN 0147-2011, S. 16–24.
- 2021: Vergleichsgeschichten – postkolonialtheoretische Deutungen des Holocaust. In: Hallische Jahrbücher (2021), 1, ISSN 2750-543X, S. 73–84.
- 2019: Decolonizing Auschwitz? komparativ-postkoloniale Ansätze in der Holocaustforschung. Berlin: De Gruyter Oldenbourg, 2019, ISBN 9783110600414 (Dissertationsschrift)
- 2018: Postkoloniale Normalisierung – Anmerkungen zur Debatte um eine koloniale Qualität von Nationalsozialismus und Holocaust. In: Zeitschrift für kritische Sozialtheorie und Philosophie; Vol. 5, No. 1(2018-04-1), ISSN 2194-5640, S. 103–116.